# 쿠라시나 카나
쿠라시나 카나(倉科 カナ, 1987년 12월 23일~)는 일본의 배우이다. 소속사는 소니 뮤직 아티스트이다.

## 주요 출연작

### 영화
- 2008년 《슈퍼커브》
- 2008년 《우리들과 경찰아저씨의 700일 전쟁》
- 2008년 《모래시계》
- 2008년 《하나코의 일기》
- 2010년 《빛, 그 앞에》
- 2012년 《꿈팔이 부부사기단》
- 2013년 《여러분, 안녕하세요》
- 2013년 《지, 익스트림, 전골》

### 드라마
- 2007년 《엘리트 건달》
- 2009년 《웰카메》
- 2010년 《마더》
- 2010년 《할아버지는 25살》
- 2011년 《이름을 잃어버린 여신》
- 2011년 《바텐더》
- 2011년 《그래도, 살아간다》
- 2011년 《내가 연애할 수 없는 이유》
- 2011년 《잇큐상 2》
- 2011년 《사명과 영혼의 경계》
- 2012년 《망상수사: 구와가타 고이치 준교수의 스타일리시한 생활》
- 2012년 《한번 더 너에게, 프로포즈》
- 2012년 《하나씨의 간단요리》 코마자와 하나 역(주연)
- 2013년 《dinner》
- 2013년 《만물점집 음양사에 어서오세요》

### 뮤직 비디오
- 사이토 가즈요시 〈웨딩 송〉